# Erik Berglund (läkare)
Erik Berglund, folkbokförd Eric Berglund, född 9 juni 1924  i Boston i USA, död 17 januari 2023 i Göteborg, var en svensk läkare.
Erik Berglund var son till läkaren, professor Hilding Berglund och hans andra hustru Helene, ogift Pollak, samt tvillingbror till Fredrik Berglund och halvmorbror till bland andra ärkebiskopen K.G. Hammar. Efter studentexamen i Stockholm 1942 följde akademiska studier, vilka resulterade i att han blev medicine kandidat 1945 och medicine licentiat i Stockholm 1949. Han blev också medicine doktor 1955 och var docent i fysiologi vid Göteborgs universitet 1957–1963.
Han var assisterande läkare vid medicinska avdelningen på S:t Eriks sjukhus 1949–1950, Research Fellow Harvard School of Public Health 1951–1953, Research Associate 1953–1955, Associate in Physiology 1955–1957, underläkare vid andningsfysioliska laboratoriet på Renströmska sjukhuset 1957, tillförordnad docent vid Göteborgs universitet 1958, tillförordnad laborator i fysiologi där från 1959.
Han var marinläkare av andra graden i Marinläkarkåren reserv från 1952. Berglund författade skrifter i hjärt-, kärl- och lungfysiologi.
Erik Berglund var från 1961 till sin död gift med Kerstin Charpentier (född 1936), dotter till avdelningschef Harald Charpentier och Olga Engelbrektson. De fick en dotter född 1968 och en son född 1970.